# Henry Merle
Pour les articles homonymes, voir Merle.
Henry Merle (né à Vienne le 21 mars 1825, mort à Alès en juillet 1877) est un entrepreneur et homme politique français.

## Biographie
Ancien élève de l'École Centrale des Arts et Manufactures, il fonde le 25 janvier 1855  la Société Henry Merle et Compagnie, pour exploiter une usine produisant du carbonate de soude puis de l'aluminium à Salindres dans le département du Gard. Il se rend acquéreur des marais salants de Camargue à Salin-de-Giraud et crée avec Jean-Baptiste Guimet, le 24 août 1855, la Compagnie des Produits Chimiques d’Alais et de la Camargue Henry Merle et Cie qui remplace la Société Henry Merle et Cie et qui deviendra Pechiney.
La production du carbonate de soude se fait par le procédé Leblanc à partir de 1857. 
La production d'aluminium commence en 1860. Elle se fait par le procédé chimique Sainte Claire Deville. 
Il est maire de Salindres de 1874 à 1876.
Henry Merle décède à 52 ans en 1877.  Alfred Rangod dit Péchiney lui succède. La société devient Compagnie des produits chimiques d'Alais et de la Camargue, A.R. Pechiney et Compagnie (PCAC).
Louis Merle, le fils d'Henry Merle poursuivra l'œuvre de son père en collaborant avec le physicien Paul Héroult.